# Libnotes crocea
Libnotes crocea är en tvåvingeart. Libnotes crocea ingår i släktet Libnotes och familjen småharkrankar.

## Underarter
Arten delas in i följande underarter:
- L. c. celestia
- L. c. crocea